# Палетка (геодезия)
Пале́тка — прозрачный измерительный прибор, который имеет квадратную или линейную сетку и используется для нахождения площади фигур. Она также используется для нахождения приблизительной площади фигур, линии которых не располагаются перпендикулярно друг другу (круг, овал, трапеция, треугольник).
Для измерения площади палетку нужно положить поверх фигуры так, чтобы линии сетки частично или полностью совпали со сторонами фигуры. После этого необходимо посчитать количество квадратов сетки, которые полностью или большей частью вошли в неё.
На глаз определяют, сколько целых квадратов можно составить из неполных. Затем подсчитывают общее число квадратов (сантиметров) и в зависимости от масштаба плана переводят в квадратные метры или гектары.